# 鲁瑞林
鲁瑞林（1911年—1999年），原名鲁瑞麟，男，甘肃临夏人，中华人民共和国政治人物、中国人民解放军少将。

## 生平
鲁瑞林是甘肃临夏县民主乡鲁家沟村人。早年参加宁都起义，后加入中国工农红军、随红五军团参加长征。抗日战争期间，担任太行军区第五军分区副司令员、政委。第二次国共内战期间，担任晋冀鲁豫军区十三纵副司令员、中国人民解放军第61军副军长等。
中华人民共和国成立后，改任中国人民解放军第62军政委、西康军区副政治委员、西康省人民政府副主席、广州军区副司令员，授少将军衔。1973年2月，担任中共贵州省委第一书记、贵州省革命委员会主任。